# Stippelloze komkommerspin
De stippelloze komkommerspin (Araniella inconspicua) is een spinnensoort uit de familie wielwebspinnen. Deze spin komt voor in het Palearctisch gebied. De soort werd in 1874 wetenschappelijk beschreven.